# Ryan Brathwaite
Ryan Brathwaite (* 6. června 1988, Bridgetown) je barbadoský atlet, překážkář. Jeho specializací je běh na 110 metrů překážek.
První úspěch zaznamenal v roce 2005 na mistrovství světa do 17 let v marockém Marrákeši, kde získal stříbrnou medaili. Reprezentoval na letních olympijských hrách v Pekingu 2008, kde skončil v semifinálovém běhu na celkovém dvanáctém místě. V roce 2009 se stal v Berlíně mistrem světa, když ve finále zaběhl trať v novém osobním a národním rekordu 13,14 s. V též roce vyhrál i světové atletické finále v Soluni.